# الوفی
اَلوفی پایتخت کشور جزیره‌ای نیووی در اقیانوس آرام جنوبی است.

## جغرافیا
جمعیت الوفی ۶۱۶ نفر است (سرشماری۲۰۰۱)
نیووی از دو دهکده الوفی شمالی و الوفی جنوبی تشکیل شده‌است که دارای ۱۶۷۹ نفر جمعیت هستند.
ساختمان‌های دولتی این کشور در الوفی جنوبی واقع شده‌اند.
در ژانویه ۲۰۰۴، یک طوفان گرمسیری شدید به نام چرخند هتا جزیره نیووی را دربر گرفت و باعث کشته شدن دو تن و نابودی بسیاری از ساختمان‌های الوفی از جمله بیمارستان آن شد. پس از آن، ساختمان‌های دولتی را به محلی دورتر از ساحل در ۳ کیلومتری کرانه غربی جزیره به جایی به نام فونوآکولا منتقل کردند. این محل در محدوده الوفی جنوبی قرار دارد.